# Alessandro da Silva
Alessandro Alvarez da Silva  (* 7. November 1970 in São Paulo) ist ein ehemaliger brasilianischer Fußballspieler.

## Karriere
Alessandro da Silva begann mit dem Fußballspielen in der Jugend des FC São Paulo. 1992 wechselte er zu Eintracht Frankfurt, für die er jedoch nur ein Spiel in der Bundesliga absolvierte. Am 20. Spieltag der Saison 1992/93 wurde er gegen den FC Bayern München in der 65. Minute für Jay-Jay Okocha eingewechselt. Von 2000 bis 2003 spielte er für Eintracht Braunschweig. Mit den Niedersachsen stieg er 2002 in die 2. Fußball-Bundesliga auf. Von 2003 bis 2005 trat er mit dem SC Paderborn 07 in der Regionalliga Nord an. Danach absolvierte er noch sieben Spiele für Waldhof Mannheim in der Oberliga.